# 阿普蘭 (內布拉斯加州)
阿普蘭（英語：Upland）是位於美國內布拉斯加州富蘭克林縣的村。

## 人口
根據2020年美國人口普查的數據，阿普蘭的面積為1.13平方千米，皆為陸地。當地共有人口125人，而人口密度為每平方千米111人。